# XXX secolo
Il XXX secolo (trentesimo secolo) è il secolo che inizia nell'anno 2901 e termina nell'anno 3000 incluso.

## Avvenimenti
- La Terra sperimenterà 248 eclissi solari, di cui 64 totali.[1]